# Abraxas melanozona
Abraxas melanozona är en fjärilsart som beskrevs av Rayner 1903. Abraxas melanozona ingår i släktet Abraxas och familjen mätare. Inga underarter finns listade i Catalogue of Life.